# Martin Gjoka
Martin Gjoka (Tivar (ma Bar), Montenegró, 1890 – Shkodra, 1940) albán zeneszerző, ferences rendi szerzetes. Az első jelentős albán komponista, az albán komolyzene úttörő alakja.
1905-től a shkodrai ferencesek iskolájába járt, ahol zongorázni, hegedülni és fuvolázni is megtanult. 1912-ben fejezte be teológiai tanulmányait az ausztriai Salzburgban, 1913-ban visszatért Shkodrába, ahol később a helyi Ilirikum gimnázium  földrajz- és történelemtanára lett.
Az 1910-es években fordult a zeneszerzés felé, 1917-ben ő alapította Shkodra első komolyzenei zenekarát. Az 1920-as években kibontakozó munkássága Bach és Händel zenei hatását mutatja, jellemzően polifonikus hangszeres és énekes kamaradarabokat, egyházi zeneműveket szerzett. Fontosabb kompozíciói között tartanak számon egy háromrészes kórusművet (Juda Makabë, ’Makkabeus Júdás’, Gjergj Fishta librettójával, 1915), egy melodrámája (Shqyptarja e qytetnueme, ’A polgárosodott albánok’, 1917) és egy Szkander bégről írott, befejezetlen szimfóniát (Dy lule mbi vorr të Skënderbeut, ’Két szál virág Szkander bég sírjáról, 1922). Kompozícióiban szívesen felhasználta az északalbán népzene motívumkincsét. Életében nem volt sikeres: noha nagy része volt abban, hogy a két világháború között Shkodra lett az ország legjelentősebb kulturális gócpontja, hazájában a komolyzene ekkor még nem számíthatott elismerésre, műveit műkedvelő zenészek, énekesek adták elő.